# Critérium du Dauphiné 2011
Critérium du Dauphiné 2011, den 63. udgave af cykelløbet Critérium du Dauphiné blev arrangeret fra 5. til 12. juni 2011 i Frankrig. Løbet bestod af en prolog og 7 etaper. Bradley Wiggins vandt løbet samlet, mens Joaquim Rodríguez og John Degenkolb vandt to etaper hver.
Udover de 18 ProTeams blev Cofidis, Europcar, FDJ og Saur-Sojasun inviteret.

## Oversigt
| Etape   | Strækning                                        | km       | Dato     | Vinder                      | Samlet                    |
| ------- | ------------------------------------------------ | -------- | -------- | --------------------------- | ------------------------- |
| P (ITT) | Saint-Jean-de-Maurienne                          | 5,4 km   | 5. juni  | Lars Boom (RAB)             | Lars Boom (RAB)           |
| 1       | Albertville til Saint-Pierre-de-Chartreuse       | 144 km   | 6. juni  | Jurgen Van Den Broeck (OLO) | Aleksandr Vinokurov (AST) |
| 2       | Voiron til Lyon                                  | 179 km   | 7. juni  | John Degenkolb (THR)        | Aleksandr Vinokurov (AST) |
| 3 (ITT) | Grenoble                                         | 42,5 km  | 8. juni  | Tony Martin (THR)           | Bradley Wiggins (SKY)     |
| 4       | La Motte-Servolex til Mâcon                      | 173,5 km | 9. juni  | John Degenkolb (THR)        | Bradley Wiggins (SKY)     |
| 5       | Parc des Oiseaux-Villars-les-Dombes til Les Gets | 210 km   | 10. juni | Christophe Kern (EUC)       | Bradley Wiggins (SKY)     |
| 6       | Les Gets til Le Collet d'Allevard                | 192,5 km | 11. juni | Joaquim Rodríguez (KAT)     | Bradley Wiggins (SKY)     |
| 7       | Pontcharra til La Toussuire                      | 117,5 km | 12. juni | Joaquim Rodríguez (KAT)     | Bradley Wiggins (SKY)     |

## Hold
| - Ag2r-La Mondiale - BMC Racing Team - Cofidis - Euskaltel-Euskadi - FDJ - HTC-Highroad - Team Katusha - Lampre-ISD - Liquigas-Cannondale - Movistar Team - Omega Pharma-Lotto | - Astana Pro Team - Quick Step - Rabobank - Saur-Sojasun - Saxo Bank-SunGard - Team Sky - Europcar - Garmin-Cervélo - Team Leopard-Trek - Team RadioShack - Vacansoleil-DCM |

## Etaper

### Prolog
5. juni 2011 – Saint-Jean-de-Maurienne, 5,4 km (enkeltstart)
| Resultat og samlede stilling efter prologen \| \| Rytter \| Hold \| Tid \| \| -- \| ------------------------- \| ----------------- \| ---- \| \| 1 \| Lars Boom (NED) \| Rabobank \| 6.18 \| \| 2 \| Aleksandr Vinokurov (KAZ) \| Astana Pro Team \| + 2 \| \| 3 \| Bradley Wiggins (GBR) \| Team Sky \| + 5 \| \| 4 \| John Degenkolb (GER) \| HTC-Highroad \| + 6 \| \| 5 \| Blel Kadri (FRA) \| Ag2r-La Mondiale \| + 8 \| \| 6 \| Joost Posthuma (NED) \| Team Leopard-Trek \| + 9 \| \| 7 \| Cadel Evans (AUS) \| BMC Racing Team \| + 9 \| \| 8 \| Christophe Riblon (FRA) \| Ag2r-La Mondiale \| + 9 \| \| 9 \| Cyril Lemoine (FRA) \| Saur-Sojasun \| + 10 \| \| 10 \| Jérôme Coppel (FRA) \| Saur-Sojasun \| + 11 \| |                           |                   |      |
| | Rytter                    | Hold              | Tid  |
| 1 | Lars Boom (NED)           | Rabobank          | 6.18 |
| 2 | Aleksandr Vinokurov (KAZ) | Astana Pro Team   | + 2  |
| 3 | Bradley Wiggins (GBR)     | Team Sky          | + 5  |
| 4 | John Degenkolb (GER)      | HTC-Highroad      | + 6  |
| 5 | Blel Kadri (FRA)          | Ag2r-La Mondiale  | + 8  |
| 6 | Joost Posthuma (NED)      | Team Leopard-Trek | + 9  |
| 7 | Cadel Evans (AUS)         | BMC Racing Team   | + 9  |
| 8 | Christophe Riblon (FRA)   | Ag2r-La Mondiale  | + 9  |
| 9 | Cyril Lemoine (FRA)       | Saur-Sojasun      | + 10 |
| 10 | Jérôme Coppel (FRA)       | Saur-Sojasun      | + 11 |

### 1. etape
6. juni 2011 – Albertville til Saint-Pierre-de-Chartreuse, 144 km
|    | Rytter                      | Hold               | Tid     |
| -- | --------------------------- | ------------------ | ------- |
| 1  | Jurgen Van Den Broeck (BEL) | Omega Pharma-Lotto | 3:36.42 |
| 2  | Joaquim Rodríguez (ESP)     | Team Katusha       | + 6     |
| 3  | Cadel Evans (AUS)           | BMC Racing Team    | + 7     |
| 4  | Aleksandr Vinokurov (KAZ)   | Astana Pro Team    | + 7     |
| 5  | Nicolas Roche (IRL)         | Ag2r-La Mondiale   | + 7     |
| 6  | Edvald Boasson Hagen (NOR)  | Team Sky           | + 7     |
| 7  | Thibaut Pinot (FRA)         | FDJ                | + 13    |
| 8  | Rob Ruijgh (NED)            | Vacansoleil-DCM    | + 13    |
| 9  | Thomas Voeckler (FRA)       | Europcar           | + 15    |
| 10 | Janez Brajkovič (SLO)       | Team RadioShack    | + 15    |

|    | Rytter                      | Hold               | Tid     |
| -- | --------------------------- | ------------------ | ------- |
| 1  | Aleksandr Vinokurov (KAZ)   | Astana Pro Team    | 3:43.09 |
| 2  | Jurgen Van Den Broeck (BEL) | Omega Pharma-Lotto | + 5     |
| 3  | Cadel Evans (AUS)           | BMC Racing Team    | + 7     |
| 4  | Bradley Wiggins (GBR)       | Team Sky           | + 11    |
| 5  | Edvald Boasson Hagen (NOR)  | Team Sky           | + 13    |
| 6  | Nicolas Roche (IRL)         | Ag2r-La Mondiale   | + 17    |
| 7  | Janez Brajkovič (SLO)       | Team RadioShack    | + 20    |
| 8  | Joaquim Rodríguez (ESP)     | Team Katusha       | + 23    |
| 9  | Thibaut Pinot (FRA)         | FDJ                | + 24    |
| 10 | Thomas Voeckler (FRA)       | Europcar           | + 27    |

### 2. etape
7. juni 2011 – Voiron til Lyon, 179 km
|    | Rytter                  | Hold               | Tid     |
| -- | ----------------------- | ------------------ | ------- |
| 1  | John Degenkolb (GER)    | HTC-Highroad       | 4:02.39 |
| 2  | Samuel Dumoulin (FRA)   | Cofidis            | s.t.    |
| 3  | Sébastien Hinault (FRA) | Ag2r-La Mondiale   | s.t.    |
| 4  | Paul Martens (GER)      | Rabobank           | s.t.    |
| 5  | Joaquim Rodríguez (ESP) | Team Katusha       | s.t.    |
| 6  | Thomas Voeckler (FRA)   | Europcar           | s.t.    |
| 7  | Jelle Vanendert (BEL)   | Omega Pharma-Lotto | s.t.    |
| 8  | Grega Bole (SLO)        | Lampre-ISD         | s.t.    |
| 9  | Nicolas Roche (IRL)     | Ag2r-La Mondiale   | s.t.    |
| 10 | Fabian Wegmann (GER)    | Team Leopard-Trek  | s.t.    |

|    | Rytter                      | Hold               | Tid     |
| -- | --------------------------- | ------------------ | ------- |
| 1  | Aleksandr Vinokurov (KAZ)   | Astana Pro Team    | 7:45.48 |
| 2  | Jurgen Van Den Broeck (BEL) | Omega Pharma-Lotto | + 11    |
| 3  | Bradley Wiggins (GBR)       | Team Sky           | + 11    |
| 4  | Cadel Evans (AUS)           | BMC Racing Team    | + 13    |
| 5  | Nicolas Roche (IRL)         | Ag2r-La Mondiale   | + 17    |
| 6  | Joaquim Rodríguez (ESP)     | Team Katusha       | + 23    |
| 7  | Janez Brajkovič (SLO)       | Team RadioShack    | + 26    |
| 8  | Thomas Voeckler (FRA)       | Europcar           | + 27    |
| 9  | Rob Ruijgh (NED)            | Vacansoleil-DCM    | + 29    |
| 10 | Rui Costa (POR)             | Movistar Team      | + 34    |

### 3. etape
8. juni 2011 – Grenoble, 42,5 km (enkeltstart)
|    | Rytter                     | Hold             | Tid    |
| -- | -------------------------- | ---------------- | ------ |
| 1  | Tony Martin (GER)          | HTC-Highroad     | 55.27  |
| 2  | Bradley Wiggins (GBR)      | Team Sky         | + 11   |
| 3  | Edvald Boasson Hagen (NOR) | Team Sky         | + 43   |
| 4  | David Zabriskie (USA)      | Garmin-Cervélo   | + 58   |
| 5  | Janez Brajkovič (SLO)      | Team RadioShack  | + 1.17 |
| 6  | Cadel Evans (AUS)          | BMC Racing Team  | + 1.20 |
| 7  | Geraint Thomas (GBR)       | Team Sky         | + 1.36 |
| 8  | Christophe Riblon (FRA)    | Ag2r-La Mondiale | + 1.37 |
| 9  | Rein Taaramäe (EST)        | Cofidis          | + 1.56 |
| 10 | Rui Costa (POR)            | Movistar Team    | + 2.00 |

|    | Rytter                      | Hold               | Tid     |
| -- | --------------------------- | ------------------ | ------- |
| 1  | Bradley Wiggins (GBR)       | Team Sky           | 8:41.37 |
| 2  | Cadel Evans (AUS)           | BMC Racing Team    | + 1.11  |
| 3  | Janez Brajkovič (SLO)       | Team RadioShack    | + 1.21  |
| 4  | Aleksandr Vinokurov (KAZ)   | Astana Pro Team    | + 1.56  |
| 5  | Rui Costa (POR)             | Movistar Team      | + 2.12  |
| 6  | Geraint Thomas (GBR)        | Team Sky           | + 2.25  |
| 7  | Jurgen Van Den Broeck (BEL) | Omega Pharma-Lotto | + 2.28  |
| 8  | Christophe Riblon (FRA)     | Ag2r-La Mondiale   | + 2.45  |
| 9  | Ben Hermans (BEL)           | Team RadioShack    | + 2.46  |
| 10 | Jérôme Coppel (FRA)         | Saur-Sojasun       | + 2.52  |

### 4. etape
9. juni 2011 – La Motte-Servolex til Mâcon, 173,5 km
|    | Rytter                     | Hold               | Tid     |
| -- | -------------------------- | ------------------ | ------- |
| 1  | John Degenkolb (GER)       | HTC-Highroad       | 4:15.41 |
| 2  | Edvald Boasson Hagen (NOR) | Team Sky           | s.t.    |
| 3  | Juan José Haedo (ARG)      | Saxo Bank-SunGard  | s.t.    |
| 4  | Tomas Vaitkus (LTU)        | Astana Pro Team    | s.t.    |
| 5  | William Bonnet (FRA)       | FDJ                | s.t.    |
| 6  | Tyler Farrar (USA)         | Garmin-Cervélo     | s.t.    |
| 7  | Marco Bandiera (ITA)       | Quick Step         | s.t.    |
| 8  | Samuel Dumoulin (FRA)      | Cofidis            | s.t.    |
| 9  | Pim Ligthart (NED)         | Vacansoleil-DCM    | s.t.    |
| 10 | Kenny Dehaes (BEL)         | Omega Pharma-Lotto | s.t.    |

|    | Rytter                      | Hold               | Tid      |
| -- | --------------------------- | ------------------ | -------- |
| 1  | Bradley Wiggins (GBR)       | Team Sky           | 12:57.18 |
| 2  | Cadel Evans (AUS)           | BMC Racing Team    | + 1.11   |
| 3  | Janez Brajkovič (SLO)       | Team RadioShack    | + 1.21   |
| 4  | Aleksandr Vinokurov (KAZ)   | Astana Pro Team    | + 1.56   |
| 5  | Rui Costa (POR)             | Movistar Team      | + 2.12   |
| 6  | Geraint Thomas (GBR)        | Team Sky           | + 2.25   |
| 7  | Jurgen Van Den Broeck (BEL) | Omega Pharma-Lotto | + 2.28   |
| 8  | Christophe Riblon (FRA)     | Ag2r-La Mondiale   | + 2.45   |
| 9  | Ben Hermans (BEL)           | Team RadioShack    | + 2.46   |
| 10 | Jérôme Coppel (FRA)         | Saur-Sojasun       | + 2.52   |

### 5. etape
10. juni 2011 – Parc des Oiseaux-Villars-les-Dombes til Les Gets, 210 km
|    | Rytter                      | Hold               | Tid     |
| -- | --------------------------- | ------------------ | ------- |
| 1  | Christophe Kern (FRA)       | Europcar           | 5:05.03 |
| 2  | Chris Anker Sørensen (DEN)  | Saxo Bank-SunGard  | + 7     |
| 3  | Thomas Voeckler (FRA)       | Europcar           | + 9     |
| 4  | Joaquim Rodríguez (ESP)     | Team Katusha       | + 9     |
| 5  | Aleksandr Vinokurov (KAZ)   | Astana Pro Team    | + 9     |
| 6  | Bradley Wiggins (GBR)       | Team Sky           | + 9     |
| 7  | Thibaut Pinot (FRA)         | FDJ                | + 9     |
| 8  | Daniel Martin (IRL)         | Garmin-Cervélo     | + 9     |
| 9  | Jurgen Van Den Broeck (BEL) | Omega Pharma-Lotto | + 9     |
| 10 | Ben Hermans (BEL)           | Team RadioShack    | + 9     |

|    | Rytter                      | Hold               | Tid      |
| -- | --------------------------- | ------------------ | -------- |
| 1  | Bradley Wiggins (GBR)       | Team Sky           | 18:02.30 |
| 2  | Cadel Evans (AUS)           | BMC Racing Team    | + 1.11   |
| 3  | Janez Brajkovič (SLO)       | Team RadioShack    | + 1.21   |
| 4  | Aleksandr Vinokurov (KAZ)   | Astana Pro Team    | + 1.56   |
| 5  | Rui Costa (POR)             | Movistar Team      | + 2.22   |
| 6  | Jurgen Van Den Broeck (BEL) | Omega Pharma-Lotto | + 2.28   |
| 7  | Christophe Riblon (FRA)     | Ag2r-La Mondiale   | + 2.45   |
| 8  | Ben Hermans (BEL)           | Team RadioShack    | + 2.46   |
| 9  | Jérôme Coppel (FRA)         | Saur-Sojasun       | + 2.52   |
| 10 | Kanstantsin Siutsou (BLR)   | HTC-Highroad       | + 2.52   |

### 6. etape
11. juni 2011 – Les Gets til Le Collet d'Allevard, 192,5 km
|    | Rytter                       | Hold               | Tid     |
| -- | ---------------------------- | ------------------ | ------- |
| 1  | Joaquim Rodríguez (ESP)      | Team Katusha       | 5:12.47 |
| 2  | Robert Gesink (NED)          | Rabobank           | + 31    |
| 3  | Jurgen Van Den Broeck (BEL)  | Omega Pharma-Lotto | + 39    |
| 4  | Christophe Kern (FRA)        | Europcar           | + 41    |
| 5  | Aleksandr Vinokurov (KAZ)    | Astana Pro Team    | + 50    |
| 6  | Bradley Wiggins (GBR)        | Team Sky           | + 54    |
| 7  | Chris Anker Sørensen (DEN)   | Saxo Bank-SunGard  | + 1.00  |
| 8  | Jean-Christophe Péraud (FRA) | Ag2r-La Mondiale   | + 1.06  |
| 9  | Cadel Evans (AUS)            | BMC Racing Team    | + 1.09  |
| 10 | Thomas Voeckler (FRA)        | Europcar           | + 1.58  |

|    | Rytter                       | Hold               | Tid      |
| -- | ---------------------------- | ------------------ | -------- |
| 1  | Bradley Wiggins (GBR)        | Team Sky           | 23:16.11 |
| 2  | Cadel Evans (AUS)            | BMC Racing Team    | + 1.26   |
| 3  | Aleksandr Vinokurov (KAZ)    | Astana Pro Team    | + 1.52   |
| 4  | Jurgen Van Den Broeck (BEL)  | Omega Pharma-Lotto | + 2.13   |
| 5  | Christophe Kern (FRA)        | Europcar           | + 2.52   |
| 6  | Joaquim Rodríguez (ESP)      | Team Katusha       | + 3.01   |
| 7  | Jean-Christophe Péraud (FRA) | Ag2r-La Mondiale   | + 3.30   |
| 8  | Kanstantsin Siutsou (BLR)    | HTC-Highroad       | + 4.14   |
| 9  | Janez Brajkovič (SLO)        | Team RadioShack    | + 4.22   |
| 10 | Thomas Voeckler (FRA)        | Europcar           | + 4.27   |

### 7. etape
12. juni 2011 – Pontcharra til La Toussuire, 117,5 km
|    | Rytter                      | Hold               | Tid     |
| -- | --------------------------- | ------------------ | ------- |
| 1  | Joaquim Rodríguez (ESP)     | Team Katusha       | 3:24.30 |
| 2  | Thibaut Pinot (FRA)         | FDJ                | + 7     |
| 3  | Robert Gesink (NED)         | Rabobank           | + 7     |
| 4  | Jurgen Van Den Broeck (BEL) | Omega Pharma-Lotto | + 7     |
| 5  | Aleksandr Vinokurov (KAZ)   | Astana Pro Team    | + 7     |
| 6  | Chris Anker Sørensen (DEN)  | Saxo Bank-SunGard  | + 10    |
| 7  | Cadel Evans (AUS)           | BMC Racing Team    | + 10    |
| 8  | Kanstantsin Siutsou (BLR)   | HTC-Highroad       | + 10    |
| 9  | Janez Brajkovič (SLO)       | Team RadioShack    | + 10    |
| 10 | Bradley Wiggins (GBR)       | Team Sky           | + 10    |

|    | Rytter                       | Hold               | Tid      |
| -- | ---------------------------- | ------------------ | -------- |
| 1  | Bradley Wiggins (GBR)        | Team Sky           | 26:40.51 |
| 2  | Cadel Evans (AUS)            | BMC Racing Team    | + 1.26   |
| 3  | Aleksandr Vinokurov (KAZ)    | Astana Pro Team    | + 1.49   |
| 4  | Jurgen Van Den Broeck (BEL)  | Omega Pharma-Lotto | + 2.10   |
| 5  | Joaquim Rodríguez (ESP)      | Team Katusha       | + 2.51   |
| 6  | Christophe Kern (FRA)        | Europcar           | + 3.05   |
| 7  | Jean-Christophe Péraud (FRA) | Ag2r-La Mondiale   | + 3.30   |
| 8  | Kanstantsin Siutsou (BLR)    | HTC-Highroad       | + 4.14   |
| 9  | Janez Brajkovič (SLO)        | Team RadioShack    | + 4.22   |
| 10 | Thomas Voeckler (FRA)        | Europcar           | + 4.31   |

## Trøjerne dag for dag
| Etape  | Vinder                | Samlede stilling    | Bjergkonkurrencen     | Pointkonkurrencen   | Ungdomskonkurrencen  | Holdkonkurrencen |
| ------ | --------------------- | ------------------- | --------------------- | ------------------- | -------------------- | ---------------- |
| P      | Lars Boom             | Lars Boom           | Sébastien Hinault     | Lars Boom           | John Degenkolb       | Rabobank         |
| 1      | Jurgen Van Den Broeck | Aleksandr Vinokurov | Jurgen Van Den Broeck | Aleksandr Vinokurov | Edvald Boasson Hagen | Team Sky         |
| 2      | John Degenkolb        | Aleksandr Vinokurov | Jurgen Van Den Broeck | Joaquim Rodríguez   | Rob Ruijgh           | Team Sky         |
| 3      | Tony Martin           | Bradley Wiggins     | Jurgen Van Den Broeck | Bradley Wiggins     | Rui Costa            | Team Sky         |
| 4      | John Degenkolb        | Bradley Wiggins     | Leonardo Duque        | John Degenkolb      | Rui Costa            | Team Sky         |
| 5      | Christophe Kern       | Bradley Wiggins     | Leonardo Duque        | John Degenkolb      | Rui Costa            | Ag2r-La Mondiale |
| 6      | Joaquim Rodríguez     | Bradley Wiggins     | Leonardo Duque        | Joaquim Rodríguez   | Jérôme Coppel        | Ag2r-La Mondiale |
| 7      | Joaquim Rodríguez     | Bradley Wiggins     | Joaquim Rodríguez     | Joaquim Rodríguez   | Jérôme Coppel        | Europcar         |
| Vinder | Vinder                | Bradley Wiggins     | Joaquim Rodríguez     | Joaquim Rodríguez   | Jérôme Coppel        | Europcar         |

## Slutresultater

### Samlet stilling
|    | Rytter                 | Hold                   | Tid       |
| -- | ---------------------- | ---------------------- | --------- |
| 1  | Bradley Wiggins        | Team Sky               | 26:40.51  |
| 2  | Cadel Evans            | BMC Racing Team        | + 1.26    |
| 3  | Aleksandr Vinokurov    | Astana                 | + 1.49    |
| 4  | Jurgen Van Den Broeck  | Omega Pharma-Lotto     | + 2.10    |
| 5  | Joaquim Rodríguez      | Katusha                | + 2.51    |
| 6  | Christophe Kern        | Europcar               | + 3.05    |
| 7  | Jean-Christophe Péraud | AG2R La Mondiale       | + 3.30    |
| 8  | Kanstantsin Siutsou    | Team HTC-Highroad      | + 4.14    |
| 9  | Janez Brajkovič        | Team RadioShack        | + 4.22    |
| 10 | Thomas Voeckler        | Europcar               | + 4.31    |
| 11 | Chris Anker Sørensen   | Team Saxo Bank-SunGard | + 5.01    |
| 46 | Nicki Sørensen         | Team Saxo Bank-SunGard | + 33.10   |
| 74 | Brian Vandborg         | Team Saxo Bank-SunGard | + 46.26   |
| 99 | Anders Lund            | Team Leopard-Trek      | + 1.02.05 |

### Pointtrøjen
|    | Rytter               | Hold                   | Point |
| -- | -------------------- | ---------------------- | ----- |
| 1  | Joaquim Rodríguez    | Katusha                | 86    |
| 2  | Aleksandr Vinokurov  | Astana                 | 65    |
| 3  | Bradley Wiggins      | Team Sky               | 61    |
| 10 | Chris Anker Sørensen | Team Saxo Bank-SunGard | 35    |

### Bjergtrøjen
|   | Rytter                | Hold                   | Point |
| - | --------------------- | ---------------------- | ----- |
| 1 | Joaquim Rodríguez     | Katusha                | 63    |
| 2 | Robert Gesink         | Rabobank               | 53    |
| 3 | Jurgen Van Den Broeck | Omega Pharma-Lotto     | 49    |
| 9 | Chris Anker Sørensen  | Team Saxo Bank-SunGard | 24    |

### Ungdomstrøjen
|   | Rytter        | Hold            | Tid      |
| - | ------------- | --------------- | -------- |
| 1 | Jérôme Coppel | Saur-Sojasun    | 26:48.04 |
| 2 | Rob Ruijgh    | Vacansoleil-DCM | + 1.49   |
| 3 | Andrej Zejts  | Astana          | + 4.29   |

### Holdkonkurrencen
|    | Hold                   | Tid      |
| -- | ---------------------- | -------- |
| 1  | Europcar               | 80.22:25 |
| 2  | Astana                 | + 10.00  |
| 3  | AG2R La Mondiale       | + 10.19  |
| 12 | Team Saxo Bank-SunGard | + 42.36  |